# Bom Jardim (Ipatinga)
Bom Jardim é um bairro do município brasileiro de Ipatinga, no interior do estado de Minas Gerais. Localiza-se no distrito Barra Alegre, estando situado na Regional VII. Segundo o censo demográfico de 2022, realizado pelo Instituto Brasileiro de Geografia e Estatística (IBGE), sua população era de 17 907 habitantes e havia 6 574 domicílios particulares permanentes ocupados. Possui área de 6,1 km² conforme a prefeitura.
De acordo com o IBGE, em 2010 a população era de 19 413 habitantes e havia 5 885 domicílios particulares.

## História

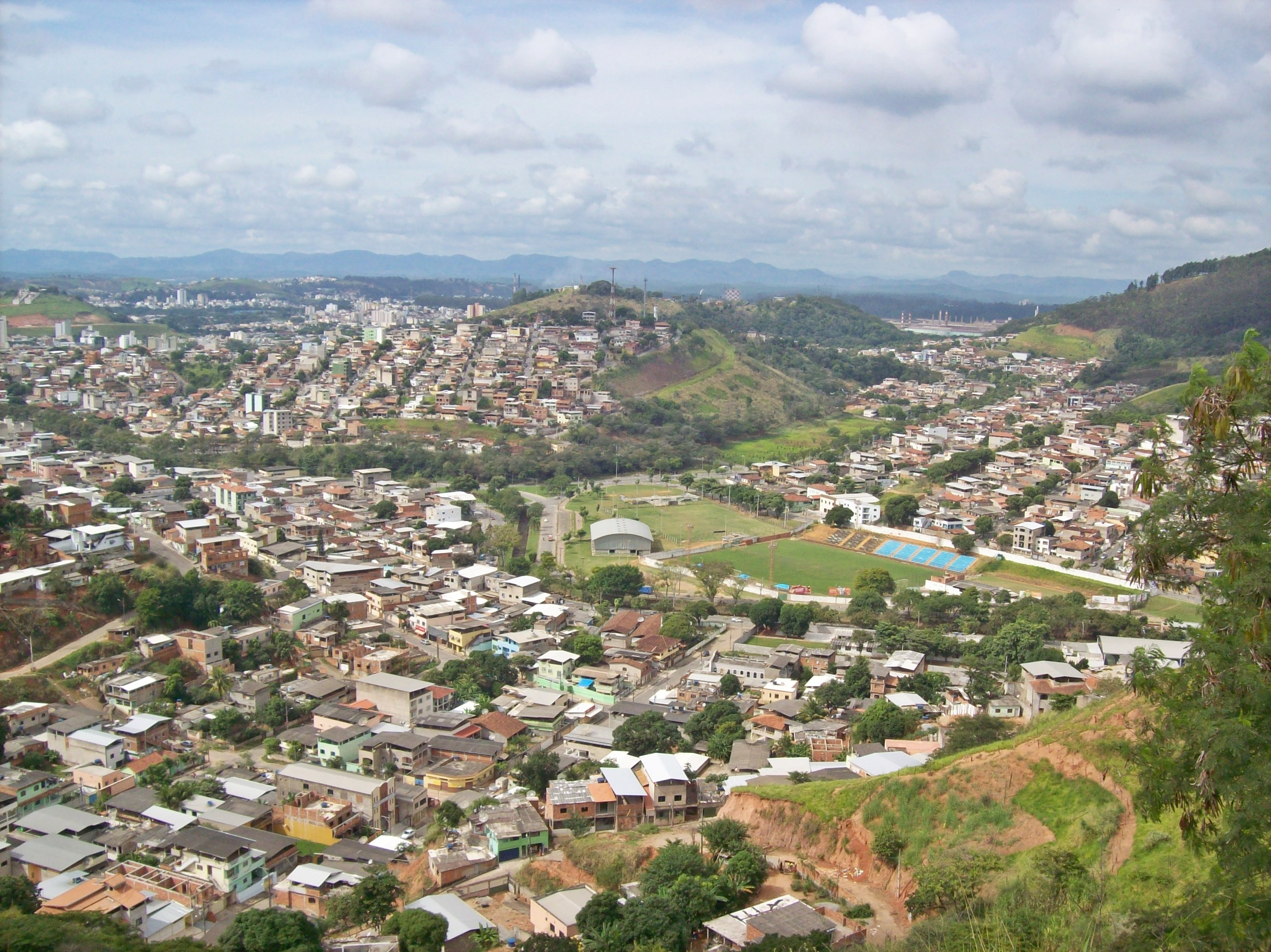
Bairros Esperança (em primeiro plano) e Ideal (ao fundo) com parte do Bom Jardim à direita

A área do atual bairro Bom Jardim era originalmente parte de uma sesmaria, que se estendia de Ipatinga até Mesquita. Contudo, foi devolvida ao Estado após ser abandonada pelo então proprietário, Lamartine Godoy, mediante um decreto de Dom Pedro II. Em sequência, as terras foram adquiridas por Geraldo Damásio, um dos desbravadores da região. Ele, então, cedeu o local ao Estado e à Usiminas para a construção de um conjunto habitacional.
Mesmo com a desocupação das terras, as obras do conjunto pretendido não se realizaram. Com isso, a área foi devolvida a Geraldo Damásio, após uma correção monetária com posterior desvalorização. No entanto, nesse tempo as terras passaram a ser ocupadas por pequenos proprietários e foram usadas para acampamentos de empreiteiras da Usiminas. As terras de Damásio, como de outros administradores de terrenos nessa área, começaram a ser parceladas em 1962, com uma grande quantidade de desmembramentos de propriedades até a década de 1980.
O Bom Jardim se consolidou de forma relativamente isolada do restante do restante do núcleo urbano de Ipatinga, afastado do Centro e do núcleo industrial da Usiminas, com integração apenas ao bairro Esperança. Por ser um bairro periférico, as terras tinham valores menores, então eram mais acessíveis às pessoas de menor capacidade econômica. Dessa forma, foi ocupado predominantemente pela população de baixa renda e se expandiu em direção aos morros, inclusive em áreas de risco de deslizamentos de terra. Além disso, foi uma das primeiras áreas de Ipatinga a serem densamente ocupadas fora da Vila Operária planejada da Usiminas.
Na década de 1990, foi criada a Associação Habitacional de Ipatinga (AHI), que desenvolveu dois mutirões no Bom Jardim: Novo Jardim e 1º de Maio. Em 2014, foi iniciada a construção do Residencial Bom Jardim III, um conjunto habitacional de 14 prédios e um total de 300 apartamentos. As obras, que ficaram paralisadas durante alguns períodos, estavam em fase de finalização em 2021.

## Descrição

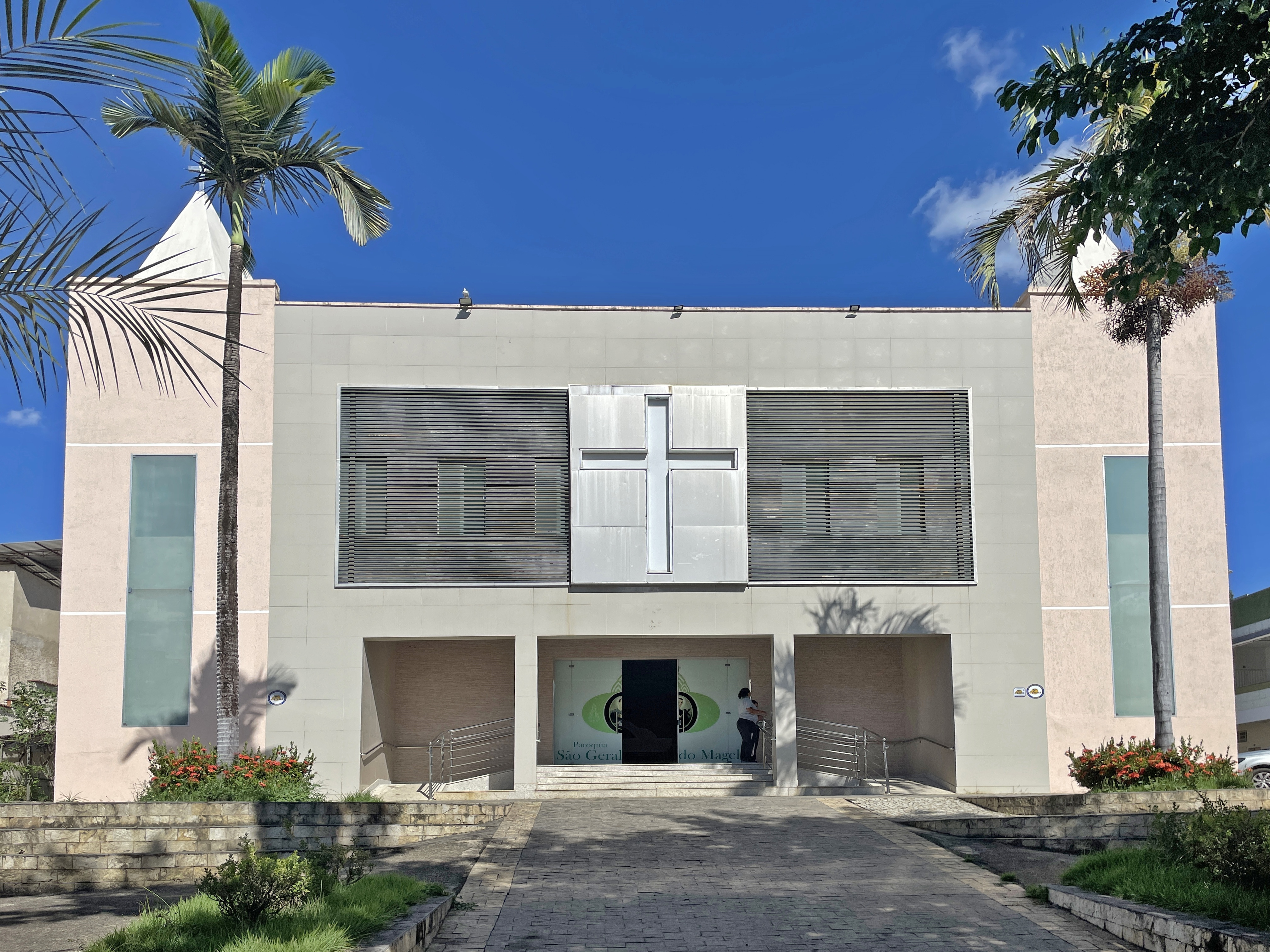
Igreja São Geraldo Magela da Paróquia São Geraldo Magela

A malha urbana do bairro é contínua e possui poucas áreas verdes. As ruas e calçadas, por sua vez, são estreitas. A Avenida das Flores representa uma centralidade do Bom Jardim, mas, da mesma forma, é marcada pela largura e calçamento estreitos. O movimento comercial é ativo nessa avenida e nas ruas adjacentes. Embora seja um bairro predominantemente residencial, essa centralidade se trata de uma das principais áreas comerciais da cidade segundo a Associação Comercial, Industrial, Agropecuária e de Prestação de Serviços de Ipatinga (Aciapi).
Acessos ao Bom Jardim são possíveis pelo interior do bairro Esperança, pela Avenida Pedro Nolasco (via Ideal) ou pela Estrada das Lavadeiras, que liga a localidade à Avenida Pedro Linhares Gomes (trecho urbano da BR-381). Grande parte das ruas da localidade têm nomes de flores, como Orquídea, Dália e Margarida.
Outros pontos de referência do bairro são a Praça Waldomiro Serafim dos Santos (Praça do Bom Jardim ou Praça Central), que também é recorrentemente usada para eventos públicos; e o Parque Municipal Samambaia, uma área verde que foi protegida pela administração municipal em 2000 e possui um lago deixado por uma pedreira desativada e um remanescente de Mata Atlântica. Na divisa com o Ideal está localizado o Estádio João Teotônio Ferreira, também conhecido como Ferreirão. O Bom Jardim sedia a Paróquia Geraldo Magela, que também possui comunidades no bairro vizinho Esperança e está subordinada à Diocese de Itabira-Fabriciano.
O Bom Jardim sediou o Festival Roda Viva, um dos eventos culturais mais importantes do município. Criado em 1983, já teve a participação de renomados músicos e bandas do país como: Sagrado Coração da Terra, 14 Bis, O Surto, Xangai, Tadeu Franco, Farofa Carioca, Zé Geraldo, Tianastácia e Beto Guedes. A Praça Waldomiro Serafim dos Santos era utilizada para essas apresentações. Segundo o IBGE, o bairro possui uma área considerada como favela e comunidade urbana, denominada Serra Dourada, que tinha 1 490 habitantes em 2022.